# Bitwa morska pod Hanko
Bitwa pod Hanko – starcie zbrojne, które miało miejsce 27 lipca?/7 sierpnia 1714 podczas Wielkiej Wojny Północnej (1700–1721). W Rosji zwana jest "bitwą pod Gangutem" od rosyjskiej nazwy półwyspu, w Finlandii natomiast "bitwą w Riilahti", gdyż bitwa ta miała miejsce w zatoce Rilax (Riilahti).
Bitwa, którą stoczyły ze sobą floty szwedzka i rosyjska, odbyła się na wodach leżących na północ od półwyspu Hanko, blisko dzisiejszego miasta Hanko. Bitwa ta słynie z tego, że była pierwszym poważnym zwycięstwem floty rosyjskiej w historii.

## Wstęp
Car Piotr I wiosną 1713 roku rozpoczął ofensywę w Finlandii. Rosyjskie armie szybko posuwały się w kierunku Turku, leżącym na południowo-zachodnim wybrzeżu Finlandii. Jednak od strony morza rosyjskie wojska odcięte były od Rosji przez blokującą fińskie wybrzeża potężną flotę szwedzką. Rosyjski gubernator Finlandii książę Michał Golicyn, którego główna kwatera mieściła się w Turku, nie miał żadnego wsparcia od strony morza. Istniało jedynie połączenie lądowe, które ze względu na odległość nie było dobrą alternatywą. Car 20 maja 1714 roku wysłał z Kronsztadu admirała Apraksina (99 galer), by ten wysadził desant w Turku i w ten sposób otworzył morskie połączenie Finlandii z Rosją.
Gdy rosyjska flota przybyła w pobliże półwyspu Hanko, spotkała się z potężną flotą szwedzką dowodzoną przez admirała Gustawa Wattranga (16 okrętów liniowych i 14 mniejszych jednostek). Apraksin postanowił płynąć dalej na drugą stronę półwyspu i jednocześnie wezwać posiłki. Na jego żądanie większość wojsk rosyjskich znajdujących się w Abo przemieszczona została na półwysep Hanko. Prośba o pomoc wysłana została także do cara, który z resztą Floty Bałtyckiej stał w Rewlu.
W lipcu car Piotr I objął dowództwo nad stojącą na redzie Tvärminne (na wschodnim brzegu półwyspu Hanko) flotą rosyjską. Pierwszą próbą przedarcia się przez szwedzkie linie była próba przepchnięcia galer przez półwysep. W tym celu car rozkazał budowę w najwęższym (2,5 km) miejscu półwyspu pomostu na palach mającego służyć do przeciągania galer na drugą stronę półwyspu, do Rilaksfjördu. Tarcie zredukować miały skóry wołowe umieszczone między pomostem a przepychanymi okrętami. Pierwszą galerę udało się przepchnąć bez większych problemów, jednak druga została poważnie uszkodzona, w następstwie czego zrezygnowano z tego pomysłu. Admirał Wattrang dowiedział się o tej próbie Rosjan i wysłał niewielką eskadrę złożoną z 11 okrętów, którą prowadził Schoutbynacht (odpowiednik kontradmirała) Nils Ehrenskiöld, by przechwycić przerzucone przez półwysep rosyjskie galery.
Eskadra Ehrenskiölda składała się z następujących okrętów:
- pram: "Elefant", okręt flagowy;
- galery: "Örnen", "Tranan", "Gripen", "Laxen", "Gäddan", "Valfisken";
- mniejsze jednostki (skerry-boats): "Flundran", "Simpan", "Gripen", "Mörten".

Drugą próbę Rosjanie podjęli 6 sierpnia, pragnąc wykorzystać bezwietrzną pogodę. W takich warunkach małe galery rosyjskie mogły łatwo manewrować, w odróżnieniu od ciężkich liniowców szwedzkich, które bez wiatru były praktycznie nieruchome. Na początek car wysłał 20 małych galer pod wodzą komandora Zmajewicza. Galery rosyjskie obeszły unieruchomioną flotę Wattranga od strony otwartego morza i dotarły do Rilaksfjördu, gdzie zablokowały eskadrę Ehrenskiölda. Powodzenie akcji udowodniło, że Szwedzi nie są w stanie przeszkodzić rosyjskim galerom. Dlatego dla wzmocnienia Zmajewicza wysłano następne 15 galer, zwiększając jego siły do 35 okrętów.
Flota Wattranga podjęła teraz próbę zablokowania tych okrętów rosyjskich, które zdołały się przedrzeć. Jednak Piotr o północy z 6 na 7 sierpnia wydał rozkaz pozostałym okrętom swej floty by przebiły się przez szwedzkie linie. Zadanie to w pełni się udało, a stracono tylko jedną galerę, która osiadła na mieliźnie. Po drugiej stronie półwyspu znalazła się teraz cała flota rosyjska.

## Bitwa
Po przebiciu się całej floty rosyjskiej wysłana wcześniej eskadra Ehrenskiölda została otoczona. W takiej sytuacji Ehrenskiöld wydał swym okrętom rozkaz, by między dwoma wyspami utworzyły linię defensywną. Największy z otoczonych szwedzkich okrętów, flagowy pram Elefant, zwrócony był burtą do zbliżających się okrętów rosyjskich. Z każdej strony okrętu flagowego wzdłuż jego boku stanęły trzy galery (czyli razem 6 galer), natomiast przed jego dziobem i za jego rufą ustawiły się po dwie mniejsze jednostki (łącznie tych najmniejszych okrętów w otoczonej eskadrze było cztery).
Po tym jak Ehrenskiöld nie zgodził się na kapitulację Rosjanie zaatakowali w drugiej połowie dnia. Rosyjskie galery dowodzone osobiście przez cara Piotra I atakowały dwukrotnie, za pierwszym razem w sile 35 galer, a za drugim w sile 80 galer. Oba ataki zostały jednak odparte. Dopiero trzeci atak przeprowadzony w sile 95 galer doprowadził do zdobycia szwedzkich okrętów. W czasie, gdy galera Tranan przewróciła się do góry dnem i zatonęła, Ehrenskiöld wzięty został do niewoli na pokładzie swego własnego okrętu flagowego. Zwycięstwo Rosjan było zupełne, a cała bitwa od chwili pierwszego ataku do zdobycia ostatniego szwedzkiego okrętu trwała 3 godziny.
Rosjanie pod względem liczebnym znacznie przewyższali Szwedów, według niektórych źródeł nawet 15-krotnie. Przewaga liczebna Rosjan była tak duża, że nie było dość miejsca, by wszystkie okręty rosyjskie mogły walczyć jednocześnie.

## Po bitwie
Szwedzi stracili 361 zabitych, 350 rannych oraz 257 jeńców. Rosjanie – 222 zabitych i 342 rannych. Admirał Wattrang 8 sierpnia odpłynął w kierunku Wysp Alandzkich, a szlak morski wzdłuż wybrzeży Finlandii dostał się pod kontrolę rosyjską.
Bitwa pod Hanko była pierwszym znaczącym zwycięstwem floty rosyjskiej. Oznaczała także koniec szwedzkiego panowania na morzu, co pozwoliło Rosji okupować Finlandię aż do kończącego wojnę w 1721 roku traktatu w Nystad.

## Pamięć o bitwie
Rocznica tego zwycięstwa jest do dziś obchodzona przez rosyjską flotę, w której wytworzyła się wieloletnia tradycji posiadania jednego okrętu o nazwie "Gangut". Pierwsza seria drednotów (pancerników wzorowanych na HMS Dreadnought) dla floty cesarskiej również została nazwana klasą "Gangut".
Pierwszy pomnik dla uczczenia rosyjskiej floty, drewniany krzyż, został wystawiony w 1869 przez kontradmirała Nikołaja Rimskiego-Korsakowa. Drewniany krzyż został zamieniony przez dużo trwalszy krzyż kamienny w roku 1870 na rozkaz cara Aleksandra II.

## Powiązane bitwy
- Bitwa morska pod Granhamn (1720) – miała miejsce tego samego dnia sześć lat później i oznaczała koniec szwedzkiej dominacji na wodach Bałtyku;
- Bitwa pod Svensksund (1790) – najbardziej ambitna szwedzka próba odzyskania supremacji na Bałtyku.